# Liste der Monuments historiques in Loguivy-Plougras
Die Liste der Monuments historiques in Loguivy-Plougras führt die Monuments historiques in der französischen Gemeinde Loguivy-Plougras auf.

## Liste der Bauwerke
| Bezeichnung                   | Beschreibung                              | Standort | Kennzeichnung | Schutzstatus | Datum | Bild           |
| ----------------------------- | ----------------------------------------- | -------- | ------------- | ------------ | ----- | -------------- |
| Manoir de Kéroué              | Herrenhaus, erbaut im 16./17. Jahrhundert | (Lage)   | PA00089312    | Classé       | 1993  | weitere Bilder |
| Kirche St-Emilion             | Erbaut im 16. Jahrhundert                 | (Lage)   | PA00089311    | Classé       | 1912  | weitere Bilder |
| Kapelle Notre-Dame du Dresnay | Erbaut im 16. Jahrhundert                 | (Lage)   | PA00089310    | Inscrit      | 1955  | weitere Bilder |

## Liste der Objekte

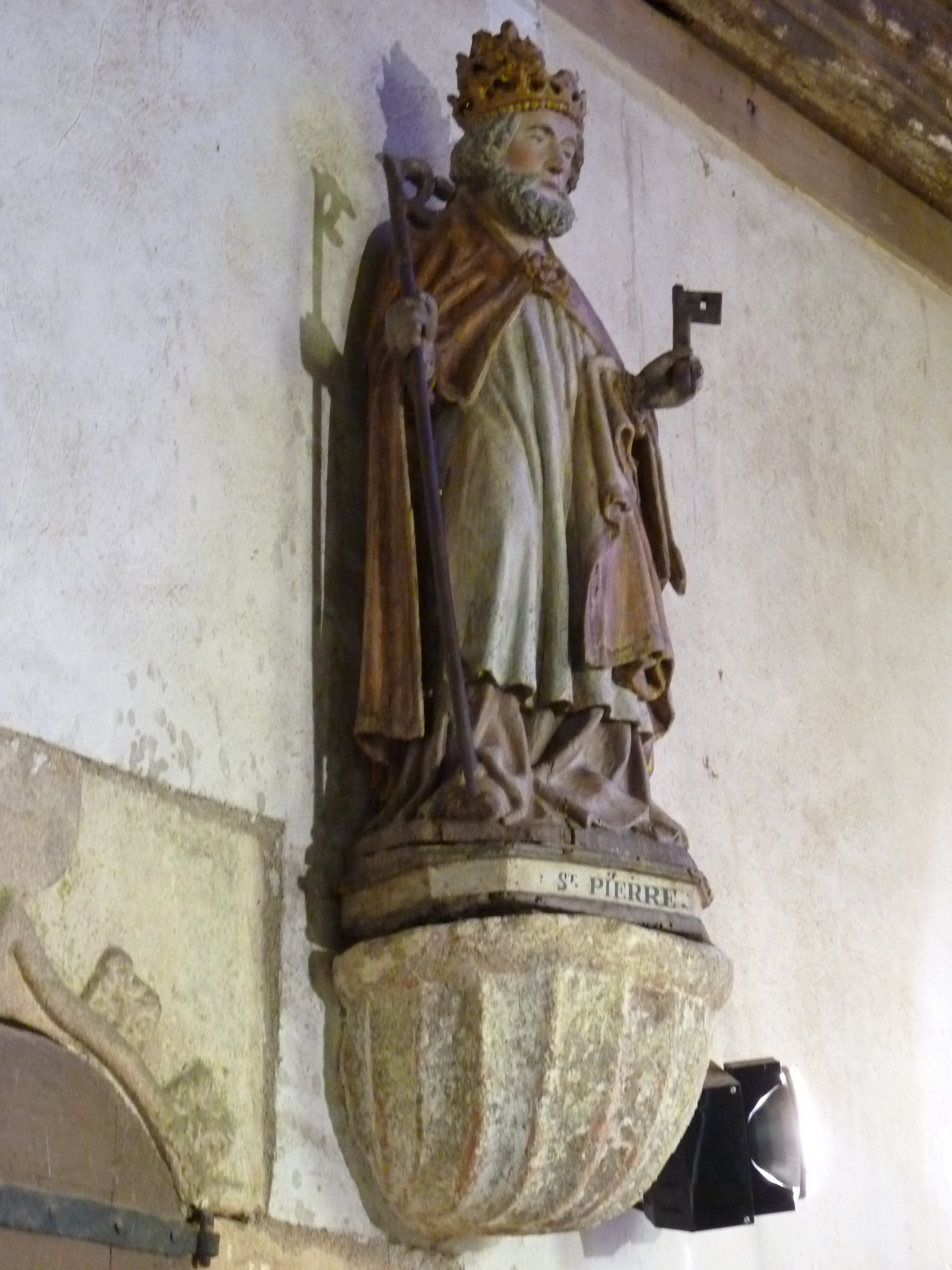
Skulptur des Apostels Petrus (16. Jahrhundert) in der Kapelle Notre-Dame du Dresnay

- Monuments historiques (Objekte) in Loguivy-Plougras in der Base Palissy des französischen Kultusministeriums